# Білль-Білоцерковський Володимир Наумович
Володи́мир Нау́мович Білль-Білоцерко́вський (нар. 28 грудня 1884 (9 січня 1885), місто Олександрія, нині Кіровоградської області — пом. 1 березня 1970, Москва) — радянський драматург і письменник.

## Біографія
Закінчив трикласне міське училище. Протягом восьми років був юнгою, потім матросом торговельного флоту (плавав на російських й американських вітрильних шхунах і пароплавах), побував у всіх частинах світу. Майже сім років провів у Сполучених Штатах Америки, де працював на заводі, вікномиєм хмарочосів, підлогонатирачем, паровичником, землекопом на плантаціях тощо За той час не раз опинявся в скрутному становищі.
1917 року повернувся до Росії в Москву, де став членом РСДРП(б), і був мобілізований в серпні. Взяв активну участь в Жовтневому перевороті, був поранений. Брав участь у громадянській війні. З листопада 1917 до травня 1918 — член Виконкому Московської Ради. Працював на партійній і радянській роботі в Симбірську і на Кубані.
Помер 1 березня 1970 року в Москві, похований на Введенському кладовищі.

## Літературна творчість
Літературну творчість розпочав 1918 року. А вже через два роки вийшла збірка його оповідань «Сміх крізь сльози». В ранній період творчості ним були написані п'єси про міжнародну солідарність трудящих: «Біфштекс із кров'ю» (1920), «Відлуння», (1924) і «Стерно ліворуч» (1925).
Найбільшу популярність письменнику принесла п'єса «Шторм», написана 1924 року, про драматичні події перших років революції. В ній вперше на радянській сцені була показана провідна роль партії в соціалістичному перетворенні країни, поезія творчої праці. Вперше «Шторм» був поставлений 8 грудня 1925 року в театрі імені Моссовєта. Пізніше Білль-Білоцерківський створив ще цілу низку п'єс: «Голос надр», «Життя кличе»; «Штиль», «Місяць зліва», «Колір шкіри» (поставлена під назвою «Навколо рингу»), «Етапи», «Інстинкт» (одноактівка). Найкращі твори Білль-Білоцерківського вирізняються соціальною гостротою, динамічністю, публіцистичністю.
У Театрі Революції (Москва), була поставлена п'єса «Відлуння», в театрі Театрі імені Моссовєта — «Шторм» і «Штиль». «Стерно ліворуч» була в репертуарі філіалу Малого театру в Москві. За п'єсою «Шторм» в 1957 році режисер Михайло Дубсон зняв однойменний фільм. Білль-Білоцерківський написав сценарій до фільму «Шторм», спробувавши себе в ролі кіносценариста.
За внесок у галузі літератури та драматургії отримав звання заслуженого діяча мистецтв (1935). Нагороджений трьома орденами, багатьма медалями.

## П'єси

Сцена з вистави «Шторм» в Театрі імені Моссовєта. 1925 р.

- «Біфштекс із кров'ю» (1920);
- «Відлуння» (1924);
- «Шторм» (1924);
- «Стерно ліворуч» (1925);
- «Штиль» (1927);
- «Місяць зліва» (1928);
- «Голос надр» (1929);
- «Життя кличе» (1934);
- «Колір шкіри» (1948).